# Tiberius
Tiberius Claudius Nero (16. november 42 f.Kr. – 16. marts 37 e.Kr.) var Roms 2. kejser som Tiberius 14 – 37 e.Kr.
Han var søn af den senere kejserinde Livia og adelsmanden Tiberius Claudius. Efter forældrenes skilsmisse blev han kejser Augustus' stedsøn, voksede op som medlem af kejserfamilien, fik tidligt militære og administrative opgaver, udmærkede sig og ledede bl.a. forsvaret mod germanerne. 11 f.Kr. blev han gift med Augustus' datter Julia efter en smertelig skilsmisse, men stod hverken svigerfaderen eller hustruen nær og levede i perioder nærmest i forvisning på grund af strid i sit ægteskab. Først 4 e.Kr. adopteredes han af kejseren og blev  hans efterfølger i en moden alder. Han accepteredes trods nogen uro i hæren, der havde foretrukket nevøen Germanicus.
Tiberius' udenrigspolitik var fredelig og en konsekvent videreførelse af Augustus' linje; han opgav erobringsplanerne mod germanerne og holdt de eksisterende grænser. Indenrigspolitisk var han også en dygtig administrator, han opretholdt en fast retspleje, viste økonomisk ansvarlighed og tillod især i de tidlige år en del ytringsfrihed og politisk foretagsomhed. Alligevel fik hans regering et dårligt eftermæle. Blandt andet under indflydelse af intrigante rådgivere udviklede han sig i stadig mere mistroisk og autoritær retning og isolerede sig fra offentligheden. En kompliceret retssag i forbindelse med Germanicus' død år 19 – hvor Tiberius blev beskyldt for at stå bag dødsfaldet – førte til frygt for kupplaner fra nevøens familie, der til sidst udartede til ren forfølgelse af den. 
Fra 27 levede kejseren permanent på øen Capri, der især er knyttet til hans navn, dog i stadig kontakt med Rom. Den mægtigste af hans rådgivere, gardechef Sejanus, optrådte som styrets stærke mand og stod formentlig bag Tiberius' søn Drusus’ død og menes at have planlagt kejsermord eller statskup. År 31 afsløredes og styrtedes Sejanus under en blodig udrensning, og Tiberius' sidste år skæmmedes af terrorkurs og forræderianklager. Han døde i Misenum ved Napolibugten. Visse krøniker vil vide, at han blev kvalt på dødslejet. Uvist hvorfor havde han inden gjort Germanicus' søn Caligula til sin efterfølger.
Historikerne har været stærkt uenige om synet på Tiberius. Traditionelt har han været set som en menneskefjendsk, paranoid tyran, endda med pædofile tilbøjeligheder, men kildekritik har forkastet meget af det som overdrivelser og propaganda, og han står i dag som en ganske dygtig og samvittighedsfuld regent, i alt fald i første del af sin regering, men sygeligt mistroisk og menneskesky. Han synes at have været humorforladt og uden folkelig appel, hvad der nok bidrog til hans upopularitet, et ulykkeligt privatliv og et stort alkoholforbrug synes at have forværret disse egenskaber. Ydermere blev hans biografi skrevet af historikere som Tacitus og Sveton, der var kejserfjendtlige. Velleius Paterculus omtaler Tiberius i rosende vendinger. Det skyldes nok, at Velleius Paterculus var soldat under Tiberius. Der er ingen tvivl om, at kejserens styre endte i et brutalt politistatsregime, men som helhed betragtes han nok som den dueligste af Augustus' direkte efterfølgere. Modsat mange senere autoritære herskere synes han hverken at have påberåbt sig fyrste- eller gudestatus.
Under Tiberius' regering fandt Jesu Korsfæstelse sted. Formentligt år 30.